# Kristoffer Olsson
Mats Kristoffer „Kris” Olsson (Norrköping, 1995. június 30. –) svéd labdarúgó, a Midtjylland játékosa kölcsönben az RSC Anderlecht csapatától.

## Sikerei, díjai

### Klub
- Midtjylland
  - Dán bajnok: 2014–15
- AIK Fotboll
  - Svéd bajnok: 2018

### Válogatott
- Svédország U21
  - U21-es labdarúgó-Európa-bajnokság: 2015